# Audi A8 D3
Audi A8 D3 (Тип D3/4E) - автомобіль представницького класу фірми Audi, що виготовлявся з 2002 по 2009 рік.

## Опис

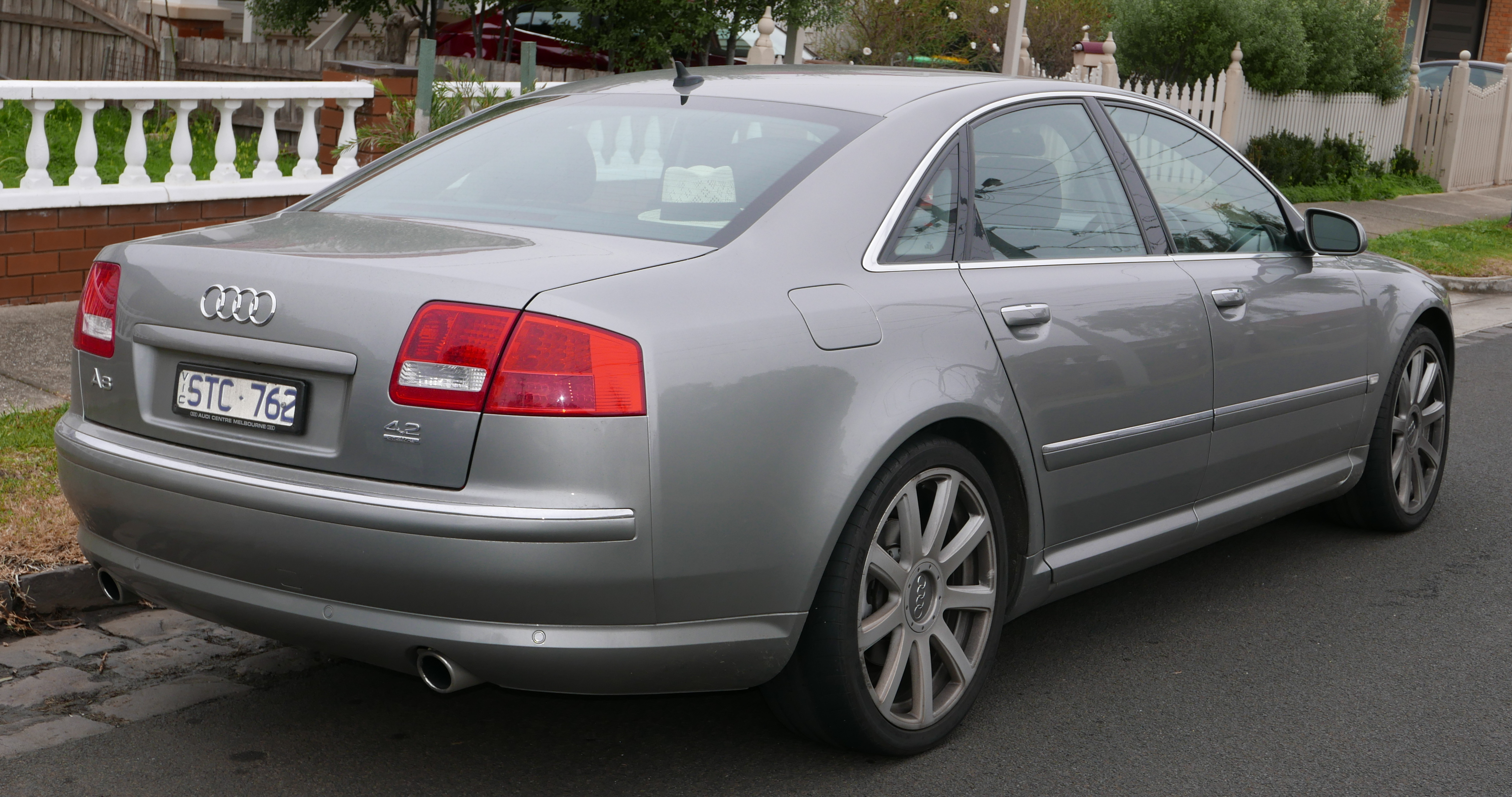
Audi A8 D3 (2002–2005)

У листопаді 2002 року на зміну першому Audi A8, що випускався протягом восьми років під внутрішнім найменуванням D2, прийшла модель D3 (модельний рік 2003). Метою нової розробки було усунення нестачі в комфорті Audi A8 при збереженні всіх його конкурентних переваг. У 2008 році Audi A8 зайняв друге місце за статистикою постановки на облік в Німеччині нових автомобілів представницького класу (4446 одиниць).
Ґрунтовної модернізації піддалася лінійка двигунів. В якості нової базової моделі був представлений 2,8 літровий 6-циліндровий агрегат потужністю 210 к.с., потужність 8 циліндрового мотора об'ємом 4,2 л була збільшена до 350 к.с. У гамі двигунів залишився 6.0-літровий W12 і додався V10 потужністю 450 к.с., що встановлювався тільки на модель S8.
Після того як у D2 був запозичений 6.0-літровий 12-циліндровий двигун (W12) потужністю 450 к.с., Audi A8 (D3) в 2004 році став першим автомобілем Audi, передню частину кузова якого прикрасила характерні ґрати радіатора Singleframe.
Перелік додаткового обладнання актуальної версії Audi A8 включає в себе такі позиції, як адаптивний круїз-контроль (ACC) та динамічна система освітлення поворотів. Адаптивна пневмопідвіска adaptive air suspension також входить в стандартну комплектацію. Audi A8 - один з перших автомобілів, які (з 34-го тижня 2006 року) можуть на заводі оснащуватися автомобільним телефоном з інтерфейсом Bluetooth і профілем SIM Access Profile - замість звичайної системи гучного зв'язку з інтерфейсом Bluetooth.
З оновленням у вересні 2005 року, коли всі автомобілі були обладнані новою решіткою радіатора, 3,0-літрові шестициліндрові та 3,7-літрові двигуни V8 були вилучені з асортименту та замінені на один 3,2-літровий V6 замінено двигун з максимальною потужністю 191 кВт (260 к.с.) і бензиновим двигуном з безпосереднім уприскуванням. На даний момент 4,2-літровий двигун V8 з MPI (багатоточковий впорскування) потужністю 246 кВт (335 к.с.) також був замінений на 4,2-літровий двигун V8 з безпосереднім впорскуванням бензину (FSI) і максимальною потужністю 257 кВт (350 к.с.) замінено. Пізніше з'явився ще один двигун початкового рівня з 2,8-літровим двигуном V6, який має потужність 154 кВт (210 к.с.). У 2005 році 4.2 TDI, який замінив чотирилітровий дизельний двигун, з максимальною потужністю 240 кВт (326 к.с.) і максимальним крутним моментом 650 Нм, став другим за потужністю дизельним двигуном у світі на той час після BMW 745d у серійному седані.

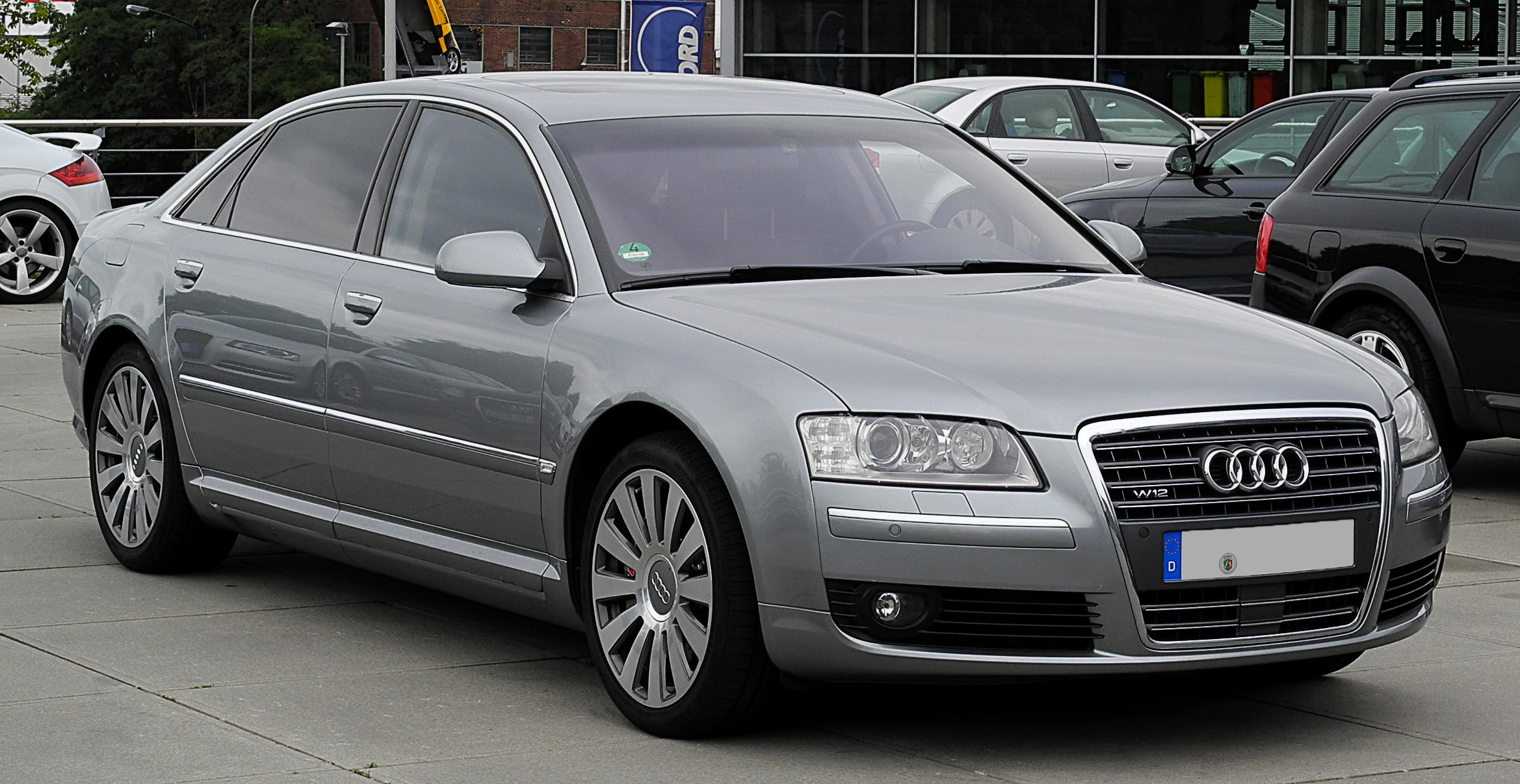
Audi A8 D3 (2005–2007)
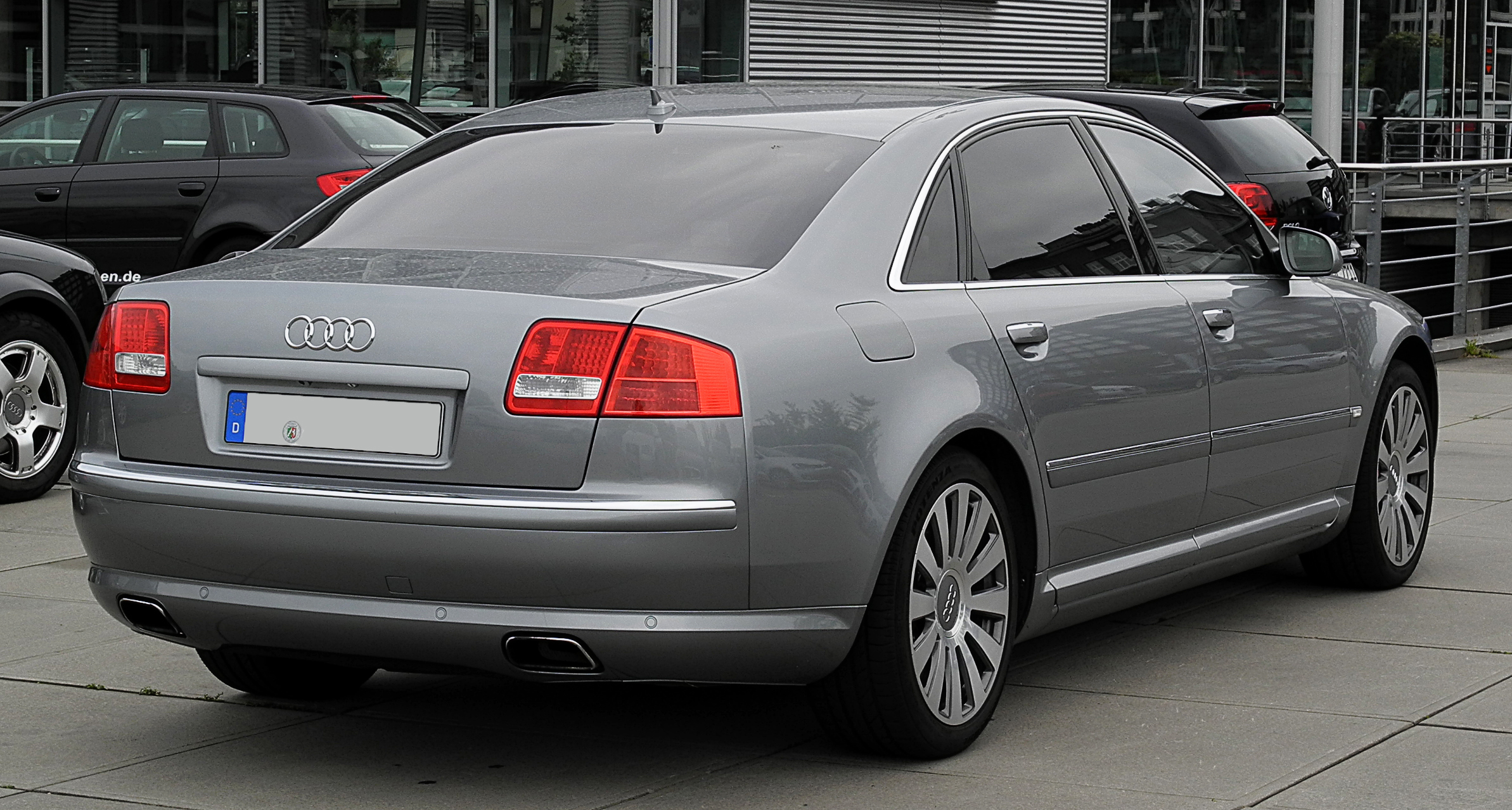
Audi A8 D3 (2005–2007)

Ще одна модернізація відбулася у вересні 2007 року. Нові функції включають переглянуті задні ліхтарі, змінені протитуманні фари, змінені ковпачки бічних дзеркал з вбудованими індикаторами та новий бензиновий двигун початкового рівня об'ємом 2,8 літра (2,8 FSIe).

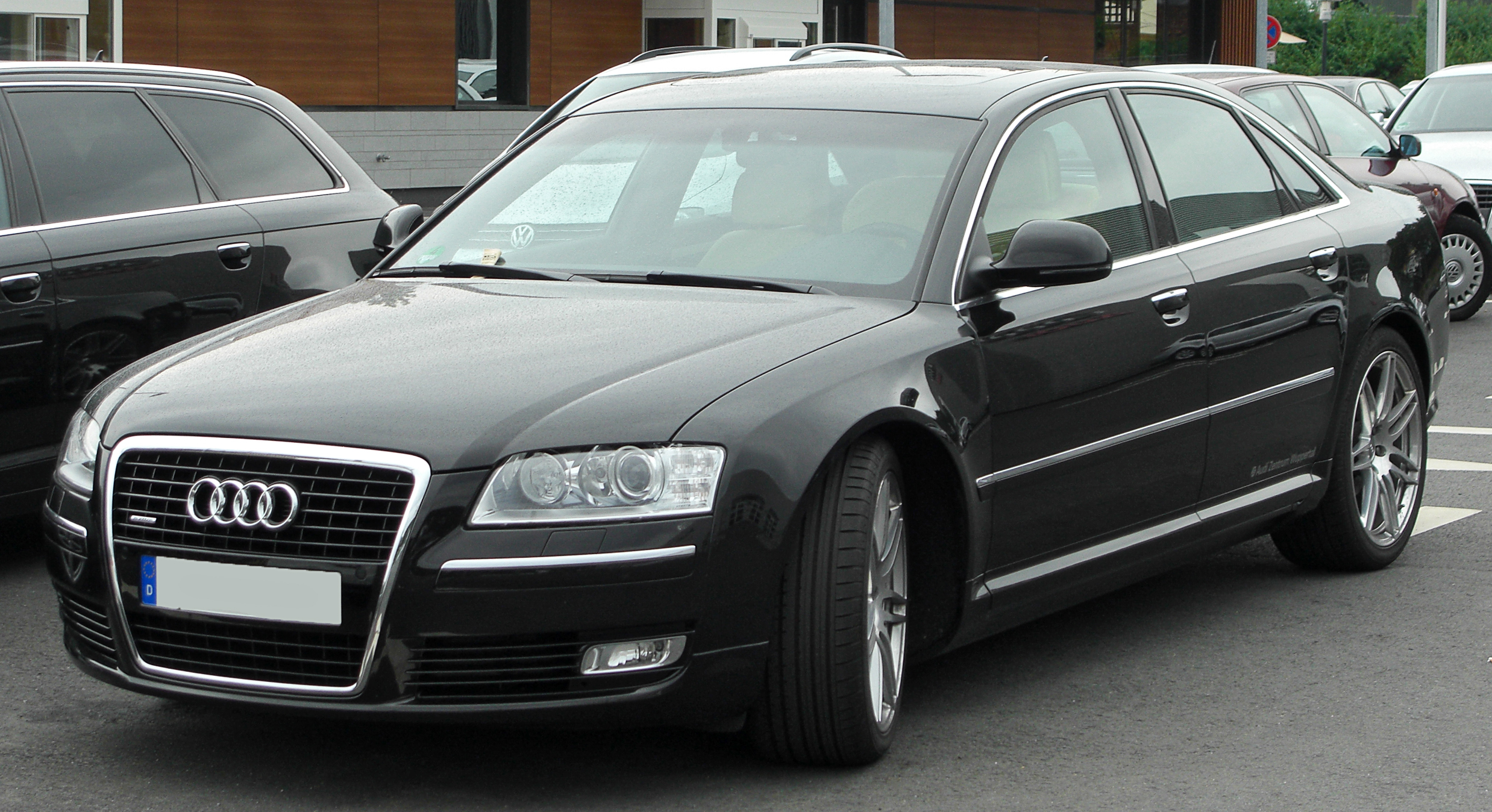
Audi A8 D3 (2007–2010)
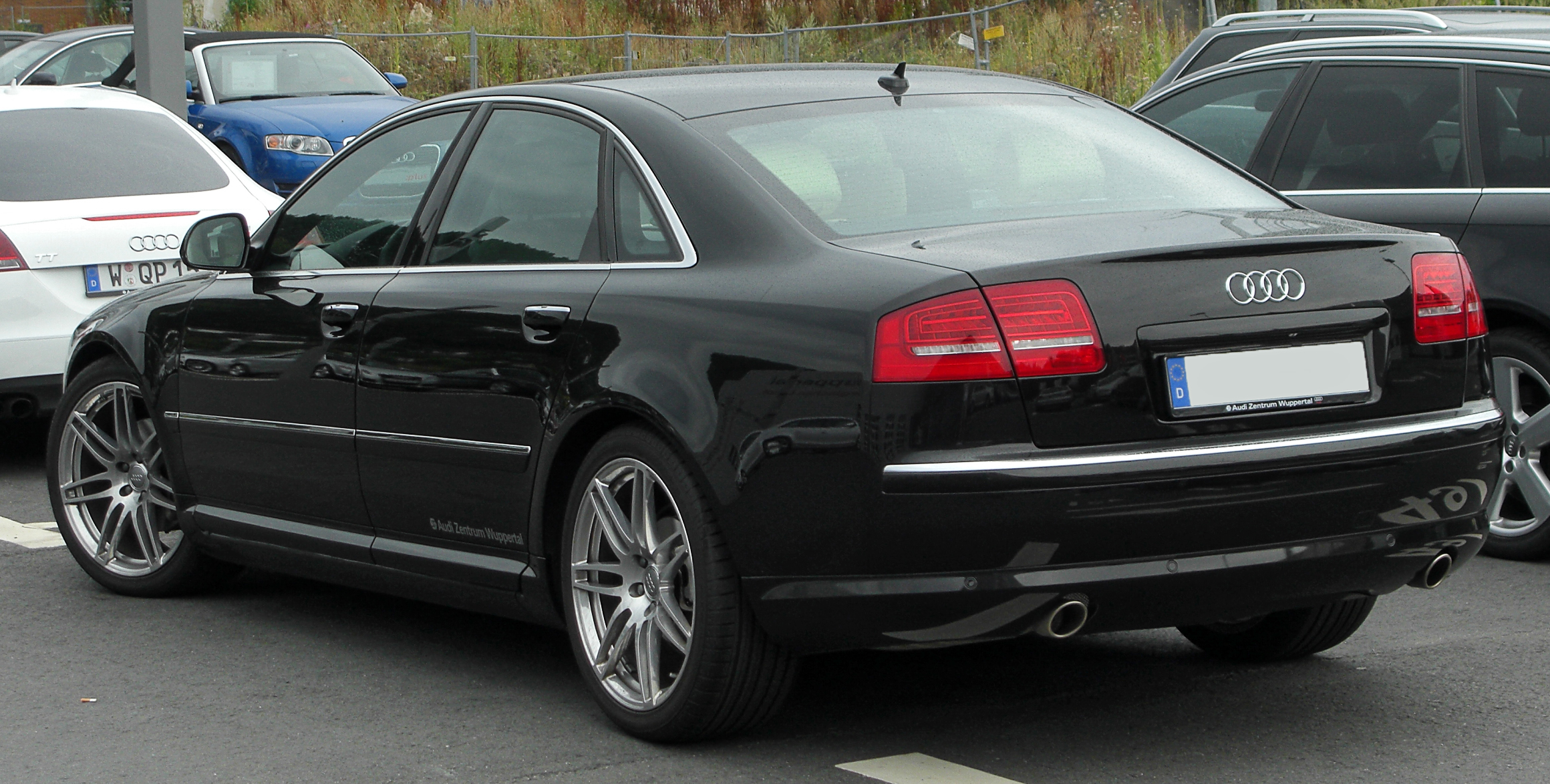
Audi A8 D3 (2007–2010)
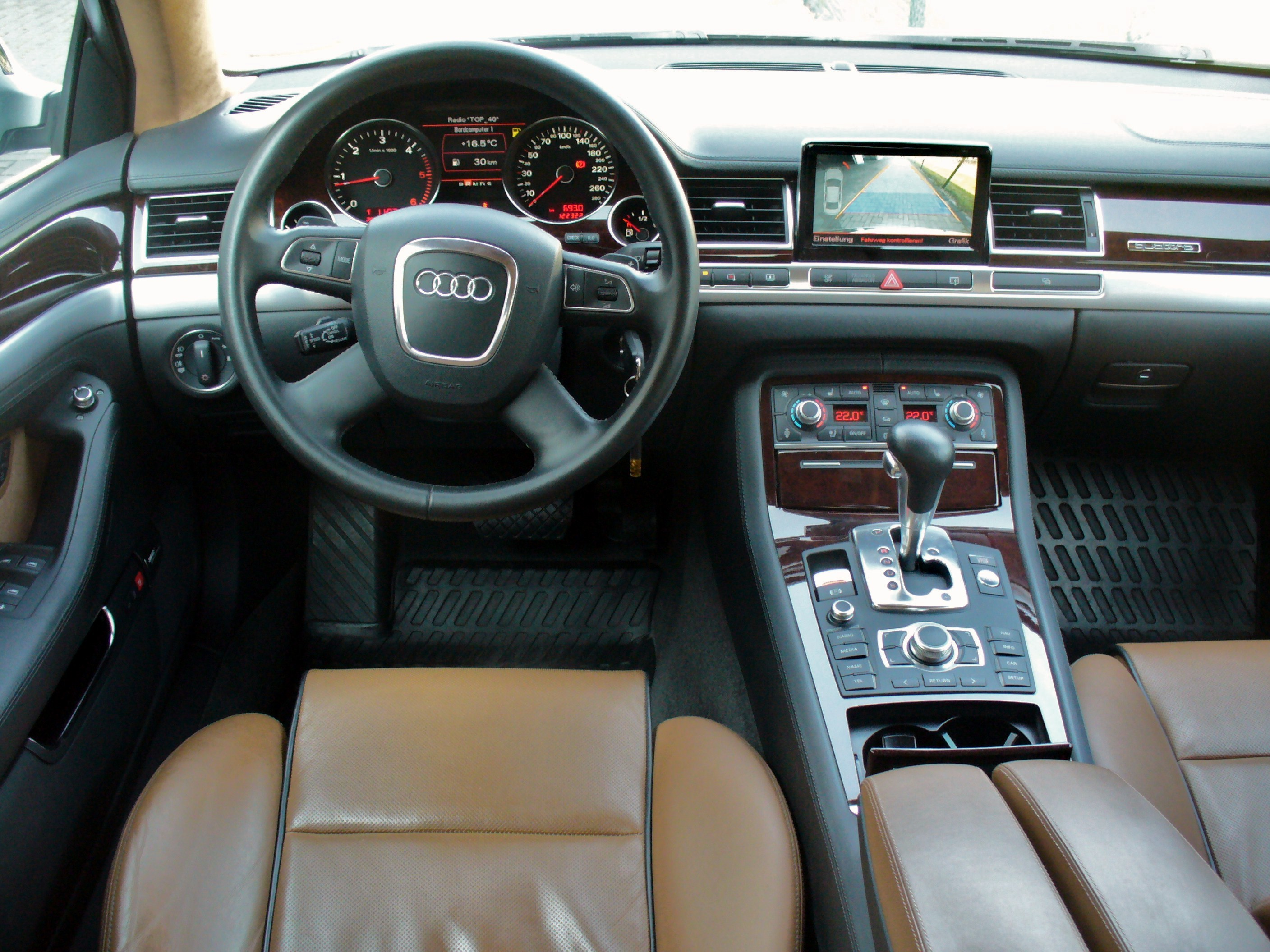
Салон з Audi MMI

## Двигуни
|                                    | 2.8 FSI                | 3.0                    | 3.2 FSI                  | 3.7                   | 4.2                   | 4.2 FSI               | 5.2 (S8)              | 6.0                   |
| Тип двигуна                        | V6 FSI                 | V6                     | V6 FSI                   | V8                    | V8                    | V8 FSI                | V10                   | V12                   |
| Об'єм                              | 2,773 см³              | 2976 см³               | 3197 см3                 | 3697 см³              | 4172см³               | 4163см³               | 5204см³               | 5998см³               |
| Клапани                            | 24                     | 30                     | 24                       | 40                    | 40                    | 32                    | 40                    | 48                    |
| Потужність при об/хв               | (154kW) 207 к.с. /5900 | (162kW) 217 к.с. /6300 | (191kW) 256 к.с. /6500   | (206kW) 276к.с. /6000 | (246kW) 330к.с. /6500 | (257kW) 345к.с. /6800 | (331kW) 444к.с. /7000 | (331kW) 444к.с. /6200 |
| Крутний момент при об/хв           | 280 Нм /3000           | 300 Нм /3200           | 330 Нм /3250             | 360 Нм /3750          | 430 Нм /3500          | 440 Нм /3500          | 540 Нм /3500          | 580 Нм /4000          |
| 0-100 км/год                       | 8.0 с                  | 7.9 с                  | 7.7 с                    | 7.3 с                 | 6.3 с                 | 6.1 с                 | 5.1 с                 | 5.1 с                 |
| Макс. Швидкість                    | 237 км/год             | 242 км/год             | 250 км/год               | 250 км/год            | 250 км/год            | 250 км/год            | 250 км/год            | 250 км/год            |
| Витрати палива у населеному пункті | 11.8л/100км            | 13.7л/100км            | 16.3л/100км              | 17.1л/100км           | 17.5л/100км           | 15.7л/100км           | 19.7л/100км           | 24.1л/100км           |
| Витрати палива поза містом         | 6.3л/100км             | 7.7л/100км             | 7.9л/100км               | 8.6л/100км            | 8/7л/100км            | 8.2л/100км            | 9.7л/100км            | 10.8л/100км           |
| Витрати палива Змішанний           | 8.3л/100км             | 9.6л/100км             | 11л/100км                | 11.7л/100км           | 11.9л/100км           | 10.9л/100км           | 13.4л/100км           | 14.7л/100км           |
| Викид CO₂                          | 199 г/км               | 230 г/км               | 264 г/км                 | 281 г/км              | 310 г/км              | 259 г/км              | 319 г/км              | 353 г/км              |
| Роки виробництва                   | 2004- 2009 р.          | 2002- 2005р.           | 2004- 2009р.             | 2003- 2005р.          | 2002- 2005р.          | 2005- 2009р.          | 2006- 2009р.          | 2002- 2009р.          |
| Привід                             | Передній               | Передній               | Передній/ Повний Quattro | Повний Quattro        | Повний Quattro        | Повний Quattro        | Повний Quattro        | Повний Quattro        |
| Маса з авто                        | 1650 кг                | 1670 кг                | 1785 кг                  | 1770кг                | 1770 кг               | 1800 кг               | 1940 кг               | 1960 кг               |

|                                    | 3.0 TDI               | 4.0 TDI               | 4.2 TDI               |
| Тип двигуна                        | V6                    | V8                    | V8                    |
| Об'єм                              | 2967 см³              | 3936 см³              | 4134 см³              |
| Клапани                            | 24                    | 32                    | 32                    |
| Потужність при об/хв               | 230к.с.(171 kW) /4000 | 271к.с.(202 kW) /3750 | 322к.с.(240 kW) /3500 |
| Крутний момент при об/хв           | 450 Нм /1400          | 650 Нм /1800          | 650 Нм /1600          |
| 0-100 км/год                       | 7.8 с                 | 6.7 с                 | 5.9 с                 |
| Макс. Швидкість                    | 243 км/год            | 250 км/год            | 250 км/год            |
| Витрати палива у населеному пункті | 12л/100км             | 13.4л/100км           | 13.3л/100км           |
| Витрати палива поза містом         | 6.4л/100км            | 7.5л/100км            | 7.2л/100км            |
| Витрати палива Змішанний           | 8.4л/100км            | 9,6л/100км            | 9,4л/100км            |
| Викид CO₂                          | 226 г/км              | 259 г/км              | 254 г/км              |
| Роки виробництва                   | 2004 - 2009р.         | 2003 - 2005р.         | 2005 - 2009р.         |
| Привід                             | Повний Quattro        | Повний Quattro        | Повний Quattro        |
| Маса з авто                        | 1830 кг               | 1940 к                | 1945 кг               |